# Heinrich Peper

Heinrich Hermann Peper

Heinrich Hermann Peper (* 1. Juli 1902 in Quelkhorn, Kreis Verden; † 29. Januar 1984 ebenda) war ein deutscher Politiker (NSDAP).

## Leben und Wirken
Nach dem Besuch der Volksschule und der Realschule wurde Heinrich Peper in der Mühlen-, Säge- und Torfindustrie ausgebildet. 1926 machte er sich als Holzgroßhändler selbständig. 
Zum 14. April 1927 trat er der NSDAP bei (Mitgliedsnummer 59.697). Von 1927 bis 1932 führte Peper die NSDAP-Ortsgruppe in Fischerhude. Anschließend amtierte er bis Oktober 1936 als Kreisleiter in Verden an der Aller. Daneben war er von 1933 bis 1936 Erster Kreisdeputierter und seit 1934 Preußischer Provinzialrat.
Von März 1938 bis zum Ende der NS-Herrschaft im Frühjahr 1945 saß Peper als Abgeordneter für den Wahlkreis 15 (Osthannover) im nationalsozialistischen Reichstag. Im Oktober 1936 wurde Peper zum Stellvertreter des Gauleiters von Ost-Hannover, Otto Telschow, ernannt. In der SS (SS-Nummer 284.309) hatte er 1937 den Rang eines SS-Standartenführers inne und stieg im Januar 1943 zum SS-Brigadeführer auf. Außerdem war er Träger des Ehrenzeichens der NSDAP.
Nach der Kapitulation tauchte Peper unter und lebte bis 1951 versteckt im niedersächsischen Rheden. Er befürchtete aufgrund nationalsozialistischer Kriegsverbrechen nach Frankreich ausgeliefert zu werden. 
Er konnte sich nach seiner Rückkehr in seinen Geburtsort im Jahr 1952 ins Dorfleben integrieren und wurde Vorsitzender des Quelkhorner Schützenvereins.

## Schriften
- Gefangener der „Grande nation“. Erlebnisbericht aus dem Feldzug 1940 (= Soldaten, Kameraden. Bd. 30). Eher, München 1941.